# Charlotte Popert

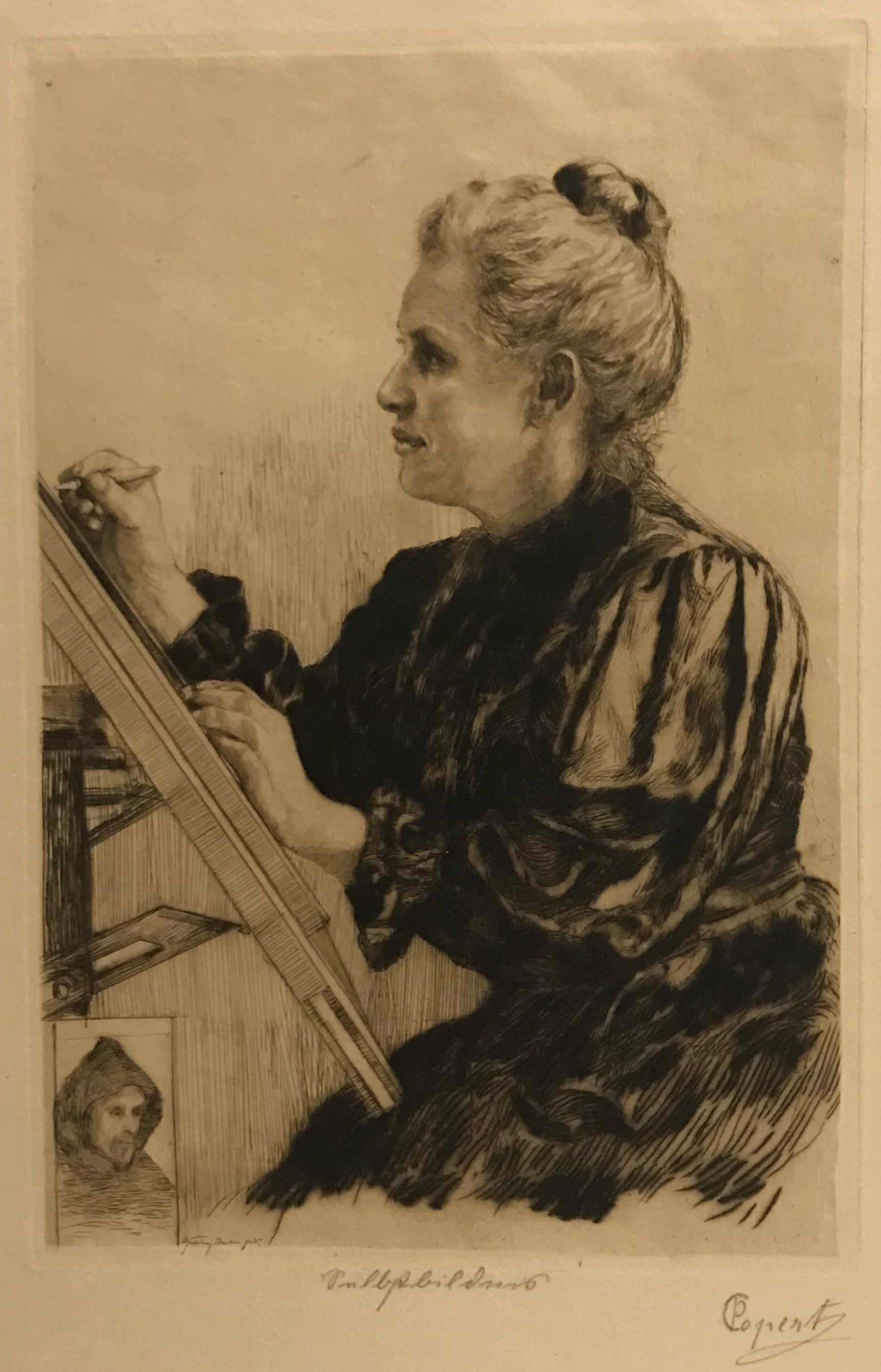
Charlotte Popert, Selbstbildnis, undatiert, Radierung (mit einer Remarque, dem Kopf eines unbekannten Mönchs, links unten)

Charlotte Ida Popert, auch Carlotta Popert (* 1. März 1848 in Hamburg; † 2. Februar 1922 in Rom), war eine deutsche Porträt- und Genremalerin sowie Radiererin.

## Leben
Charlotte Popert war Kind des jüdischen Hamburger Fellhändlers Joseph Meyer Popert (1797–1868) und dessen Ehefrau Emma Vidal, geborene Rothschild (1811–1866). Sie erhielt eine künstlerische Ausbildung bei Friedrich Preller dem Älteren in Weimar. Anschließend studierte sie bei Carl Gehrts in Düsseldorf, wo sie Mitglied des Künstlervereins Malkasten wurde, außerdem bei Pio Joris in Rom und Nicolò Barabino (1832–1891) in Florenz sowie bei Léon Bonnat in Paris. Sie unternahm etliche Reisen in Europa, eine Fernreise führte sie nach Ostasien. Der Musiker Jules Massenet widmete ihr sein 1873 uraufgeführtes Werk Les Érinnyes.
In Rom, wo ihre Cousine Anna, geborene Brinckmann (1846–1917), als Ehefrau des Bildhauers Joseph von Kopf lebte, weilte sie 1878 und 1880, dann dauerhaft von etwa 1890 bis 1915. Dank ererbten familiären Vermögens war Popert Ende des 19. Jahrhunderts in der Lage, an einer römischen Uferstraße des Tiber für sich eine Villa zu erbauen, bei der sie der deutsche Archäologe Wolfgang Helbig beriet. Dieses Anwesen, genannt Villino Carlotta, wurde allerdings beschlagnahmt und sie selbst des Landes verwiesen, als Italien 1915 politisch die Seiten wechselte und als Gegner des Deutschen Reichs in den Ersten Weltkrieg eintrat. Ihre Arbeit als Wohltäterin, die bereits den Armen ihres römischen Wohnviertels gegolten hatte, indem sie etwa 1911 einen Kindergarten stiftete, setzte sie während des Kriegs als Flüchtlingshelferin in Königsberg (Preußen) fort.

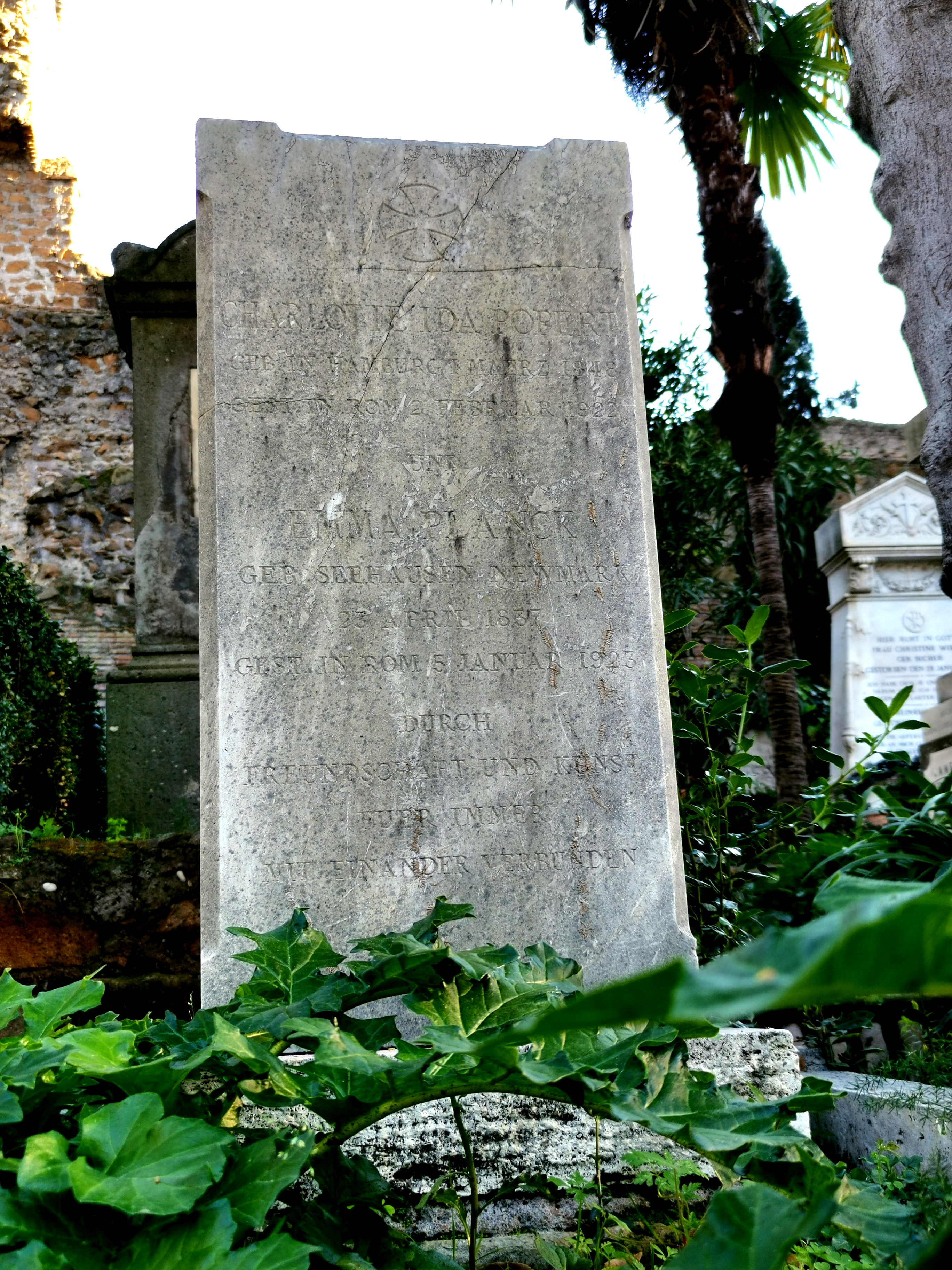
Gemeinschaftliche Grabstätte von Charlotte Popert und Emma Planck auf dem Protestantischen Friedhof in Rom

1919 kehrte sie nach Rom zurück. Doch konnte sie ihre römische Villa, die mittlerweile von drei Familien bewohnt war, nicht mehr beziehen. Auch ihre zurückgelassene Kunstsammlung, die in den Besitz der Opera Nazionale di Combattenti übergegangen war, erhielt sie nicht zurück. Ihre künstlerische Arbeit griff Popert im ehemaligen Atelier ihres Lehrers Joris in der Via di Villa Patrizi wieder auf. Eine Freundin, mit der sie in den letzten Jahren in Rom besonders verbunden war, war die Malerin und Fotografin Emma Planck. Mit ihr teilt sie auf dem Cimitero acattolico eine gemeinsame Grabstätte. Ihr Vermögen vermachte Popert 1922 der Hamburger Kunsthalle, vor allem aber dem Hamburger Museum für Kunstgewerbe.
Popert schuf Porträts und Genremotive in Öl und Aquarell sowie als Radierung. Außerdem war sie eine Sammlerin von sardischen Volkstrachten, die Königin Margarethe von Italien bei einem Besuch in ihrem Haus besichtigte. Zu ihrem Freundeskreis zählte der US-amerikanische Maler John Singer Sargent, dessen Gemälde sie sammelte. 1899 unternahm Popert eine Reise nach Sardinien, aus deren Eindrücken bis September 1901 ihr Werk Sardische Typen und Trachten entstand, eine elegante Mappe von zehn Originalradierungen mit Darstellungen sardischer Trachten in einer limitierten Auflage.